# Ngee/Diskografie
Diese Diskografie ist eine Übersicht über die musikalischen Werke des deutschen Rappers Ngee. Seine erfolgreichste Veröffentlichung ist die Single Unter Verdacht, die in den D-A-CH-Staaten Top-10-Platzierungen erreichte.

## Alben

### Mixtapes
| Jahr | Titel Musiklabel                           | Höchstplatzierung, Gesamtwochen, AuszeichnungChartplatzierungen (Jahr, Titel, Musiklabel, Platzierungen, Wochen, Auszeichnungen, Anmerkungen) | Höchstplatzierung, Gesamtwochen, AuszeichnungChartplatzierungen (Jahr, Titel, Musiklabel, Platzierungen, Wochen, Auszeichnungen, Anmerkungen) | Höchstplatzierung, Gesamtwochen, AuszeichnungChartplatzierungen (Jahr, Titel, Musiklabel, Platzierungen, Wochen, Auszeichnungen, Anmerkungen) | Anmerkungen                            |
| Jahr | Titel Musiklabel                           | DE | AT | CH | Anmerkungen                            |
| ---- | ------------------------------------------ | --- | --- | --- | -------------------------------------- |
| 2020 | Straßenapotheker Epic Records (Sony)       | DE67 (1 Wo.)DE | AT62 (1 Wo.)AT | CH72 (1 Wo.)CH | Erstveröffentlichung: 30. Oktober 2020 |
| 2021 | Normalität Epic Records (Sony)             | DE17 (2 Wo.)DE | AT12 (1 Wo.)AT | CH12 (2 Wo.)CH | Erstveröffentlichung: 6. August 2021   |
| 2022 | Kinder der Straße Bra Music (UMG)          | DE28 (2 Wo.)DE | AT27 (2 Wo.)AT | CH24 (1 Wo.)CH | Erstveröffentlichung: 26. August 2022  |
| 2024 | GTA Berlin Kinder der Straße (Chapter ONE) | DE59 (1 Wo.)DE | — | CH58 (1 Wo.)CH | Erstveröffentlichung: 21. März 2024    |

## Singles

### Als Leadmusiker
| Jahr | Titel Album                           | Höchstplatzierung, Gesamtwochen, AuszeichnungChartplatzierungen (Jahr, Titel, Album, Platzierungen, Wochen, Auszeichnungen, Anmerkungen) | Höchstplatzierung, Gesamtwochen, AuszeichnungChartplatzierungen (Jahr, Titel, Album, Platzierungen, Wochen, Auszeichnungen, Anmerkungen) | Höchstplatzierung, Gesamtwochen, AuszeichnungChartplatzierungen (Jahr, Titel, Album, Platzierungen, Wochen, Auszeichnungen, Anmerkungen) | Anmerkungen                                               |
| Jahr | Titel Album                           | DE | AT | CH | Anmerkungen                                               |
| --- | ------------------------------------- | --- | --- | --- | --------------------------------------------------------- |
| 2019 | Dealer Straßenapotheker               | — | — | — | Erstveröffentlichung: 22. November 2019                   |
| 2020 | Omertà Straßenapotheker               | — | — | — | Erstveröffentlichung: 6. März 2020                        |
| 2020 | Ya mas5ara Straßenapotheker           | DE93 (1 Wo.)DE | — | — | Erstveröffentlichung: 27. März 2020 feat. Nimo            |
| 2020 | Kinder der Straße Straßenapotheker    | DE83 (2 Wo.)DE | — | — | Erstveröffentlichung: 2. Mai 2020                         |
| 2020 | Auf der Jagd Straßenapotheker         | — | — | — | Erstveröffentlichung: 29. Mai 2020                        |
| 2020 | Ghetto Pablo Straßenapotheker         | — | — | — | Erstveröffentlichung: 24. Juli 2020                       |
| 2020 | Nada Straßenapotheker                 | DE68 (1 Wo.)DE | — | — | Erstveröffentlichung: 4. September 2020 feat. Ra’is       |
| 2020 | Leben Straßenapotheker                | DE63 (1 Wo.)DE | — | CH89 (1 Wo.)CH | Erstveröffentlichung: 2. Oktober 2020                     |
| 2021 | Alles fürs Geschäft Normalität        | DE36 (1 Wo.)DE | — | CH43 (1 Wo.)CH | Erstveröffentlichung: 19. März 2021                       |
| 2021 | Dis Is Fastlife Normalität            | DE38 (1 Wo.)DE | AT56 (1 Wo.)AT | CH49 (1 Wo.)CH | Erstveröffentlichung: 28. Mai 2021                        |
| 2021 | Vergib mir Normalität                 | DE15 (2 Wo.)DE | AT19 (1 Wo.)AT | CH21 (1 Wo.)CH | Erstveröffentlichung: 25. Juni 2021 feat. Capital Bra     |
| 2021 | Suche nach mehr Normalität            | DE76 (1 Wo.)DE | — | — | Erstveröffentlichung: 16. Juli 2021                       |
| 2021 | Gib ihr Flex Kinder der Straße        | DE32 (2 Wo.)DE | AT39 (1 Wo.)AT | CH44 (1 Wo.)CH | Erstveröffentlichung: 15. Oktober 2021 feat. Capital Bra  |
| 2021 | Es ist wie es ist Kinder der Straße   | DE60 (1 Wo.)DE | — | CH68 (1 Wo.)CH | Erstveröffentlichung: 17. Dezember 2021                   |
| 2022 | Straßengeschichten Kinder der Straße  | DE48 (1 Wo.)DE | — | CH59 (1 Wo.)CH | Erstveröffentlichung: 21. Januar 2022                     |
| 2022 | Tipico Kinder der Straße              | DE66 (1 Wo.)DE | — | CH93 (1 Wo.)CH | Erstveröffentlichung: 18. Februar 2022                    |
| 2022 | Von da wo ich komme Kinder der Straße | DE40 (1 Wo.)DE | — | CH70 (1 Wo.)CH | Erstveröffentlichung: 1. April 2022 feat. Kolja Goldstein |
| 2022 | Intro Kinder der Straße               | — | — | — | Erstveröffentlichung: 29. April 2022                      |
| 2022 | Vay Vay Kinder der Straße             | DE— aDE | — | — | Erstveröffentlichung: 13. Mai 2022                        |
| 2022 | Echte Berliner Kinder der Straße      | DE77 (1 Wo.)DE | — | — | Erstveröffentlichung: 24. Juni 2022 feat. Capital Bra     |
| 2022 | Steig ein Kinder der Straße           | DE70 (1 Wo.)DE | — | — | Erstveröffentlichung: 22. Juli 2022                       |
| 2022 | Leyla –                               | DE82 (1 Wo.)DE | — | — | Erstveröffentlichung: 16. Dezember 2022                   |
| 2023 | Das der Preis –                       | DE89 (1 Wo.)DE | — | — | Erstveröffentlichung: 27. Januar 2023                     |
| 2023 | Erkennst du mich noch –               | DE— bDE | — | — | Erstveröffentlichung: 3. März 2023                        |
| 2023 | Kickdown –                            | DE— cDE | — | — | Erstveröffentlichung: 5. April 2023                       |
| 2023 | Kommissar Bra –                       | — | — | — | Erstveröffentlichung: 18. Mai 2023                        |
| 2023 | Telegram –                            | DE— dDE | — | — | Erstveröffentlichung: 15. Juni 2023                       |
| 2023 | Mein Job GTA Berlin                   | DE— eDE | — | — | Erstveröffentlichung: 20. Juli 2023 feat. Omar            |
| 2023 | 2 Kinder der Straße GTA Berlin        | DE— fDE | — | — | Erstveröffentlichung: 31. August 2023 feat. Teflon030     |
| 2023 | Vergangenheit GTA Berlin              | DE— gDE | — | — | Erstveröffentlichung: 5. Oktober 2023                     |
| 2023 | Derya GTA Berlin                      | DE— hDE | — | — | Erstveröffentlichung: 30. November 2023 feat. Ra’is       |
| 2024 | Meld dich –                           | — | — | — | Erstveröffentlichung: 15. Februar 2024                    |
| 2024 | Realise GTA Berlin                    | — | — | — | Erstveröffentlichung: 14. März 2024 feat. Avie & Delil    |
| 2025 | Aufgewachsen in Berlin –              | DE81 (1 Wo.)DE | — | — | Erstveröffentlichung: 20. Februar 2025 feat. Samra        |
| Folgende Lieder erschienen nicht als Single, wurden aber durch das Album zum Download und Streaming bereitgestellt und konnten somit eine Platzierung erlangen: |                                       | | | |                                                           |
| |                                       | | | |                                                           |
| 2020 | Deutsche & Ausländer Straßenapotheker | DE77 (1 Wo.)DE | — | — | Charteinstieg: 6. November 2020                           |

### Als Gastmusiker
| Jahr | Titel Album                         | Höchstplatzierung, Gesamtwochen, AuszeichnungChartplatzierungen (Jahr, Titel, Album, Platzierungen, Wochen, Auszeichnungen, Anmerkungen) | Höchstplatzierung, Gesamtwochen, AuszeichnungChartplatzierungen (Jahr, Titel, Album, Platzierungen, Wochen, Auszeichnungen, Anmerkungen) | Höchstplatzierung, Gesamtwochen, AuszeichnungChartplatzierungen (Jahr, Titel, Album, Platzierungen, Wochen, Auszeichnungen, Anmerkungen) | Anmerkungen                                                          |
| Jahr | Titel Album                         | DE | AT | CH | Anmerkungen                                                          |
| --- | ----------------------------------- | --- | --- | --- | -------------------------------------------------------------------- |
| 2020 | Schicksal Money 4 Brothers          | — | — | — | Erstveröffentlichung: 12. Juni 2020 Erabi feat. Ngee                 |
| 2020 | Qualität –                          | — | — | — | Erstveröffentlichung: 19. Juni 2020 Undacava feat. Ngee              |
| 2020 | Zero zero Mietwagentape 2           | DE75 (1 Wo.)DE | — | — | Erstveröffentlichung: 8. Januar 2021 Celo & Abdi feat. Ngee          |
| 2021 | Nichts für immer –                  | DE— iDE | — | — | Erstveröffentlichung: 29. Januar 2021 Ardian Bujupi feat. Ngee       |
| 2021 | Warum? –                            | DE42 (1 Wo.)DE | AT69 (1 Wo.)AT | CH66 (1 Wo.)CH | Erstveröffentlichung: 26. Februar 2021 Ra’is feat. Ngee              |
| 2021 | Unter Verdacht 8                    | DE8 (3 Wo.)DE | AT8 (2 Wo.)AT | CH9 (2 Wo.)CH | Erstveröffentlichung: 16. April 2021 Capital Bra feat. Ngee          |
| 2021 | Hops 8                              | DE31 (1 Wo.)DE | AT50 (1 Wo.)AT | CH53 (1 Wo.)CH | Erstveröffentlichung: 26. August 2021 Capital Bra feat. Ngee         |
| 2021 | Butterfly Miserabel                 | DE68 (1 Wo.)DE | — | CH53 (1 Wo.)CH | Erstveröffentlichung: 31. Dezember 2021 Kurdo feat. Ngee             |
| 2022 | In meiner Welt –                    | DE— jDE | — | — | Erstveröffentlichung: 18. März 2022 Kalazh44 feat. Ngee              |
| 2022 | Gottes Plan –                       | DE42 (1 Wo.)DE | — | CH65 (1 Wo.)CH | Erstveröffentlichung: 12. August 2022 Ra’is feat. Capital Bra & Ngee |
| 2023 | Schwarz –                           | DE93 (1 Wo.)DE | — | — | Erstveröffentlichung: 24. März 2023 Bojan feat. Ngee                 |
| 2023 | Jima –                              | DE— kDE | — | — | Erstveröffentlichung: 30. Juni 2023 Ra’is feat. Ngee                 |
| 2023 | GG und LV –                         | — | — | — | Erstveröffentlichung: 3. August 2023 Caney030 feat. Ngee             |
| 2023 | Berlin brennt –                     | — | — | — | Erstveröffentlichung: 7. September 2023 Teflon030 feat. Ngee         |
| 2023 | Playlist –                          | DE92 (1 Wo.)DE | — | — | Erstveröffentlichung: 28. September 2023 Omar feat. Bojan & Ngee     |
| Folgende Lieder erschienen nicht als Single, wurden aber durch das Album zum Download und Streaming bereitgestellt und konnten somit eine Platzierung erlangen: |                                     | | | |                                                                      |
| |                                     | | | |                                                                      |
| 2020 | Leben eines Dealer Nicht Willkommen | DE— lDE | — | — | Charteinstieg: 25. Dezember 2020 Omar feat. Ngee                     |
| 2022 | Alaska Zweite Chance                | DE— mDE | — | — | Charteinstieg: 25. November 2022 1986zig feat. Ngee                  |

## Musikvideos
| Jahr | Titel                  | Regisseur(e)                            |
| ---- | ---------------------- | --------------------------------------- |
| 2014 | 2 Gee’s                | Moviearts                               |
| 2019 | Dealer                 |                                         |
| 2020 | Omertà                 | Sergen Isici                            |
| 2020 | Ya mas5ara             | Alldifferent                            |
| 2020 | Kinder der Straße      | Sergen Isici                            |
| 2020 | Auf der Jagd           | Sergen Isici                            |
| 2020 | Ghetto Pablo           | Sergen Isici                            |
| 2020 | Nada                   | Sergen Isici                            |
| 2020 | Leben                  | Sergen Isici                            |
| 2020 | Zero zero              | Taylo                                   |
| 2020 | Deutsche & Ausländer   | Sergen Isici                            |
| 2020 | Leben eines Dealer     | Schnittfeld                             |
| 2021 | Warum?                 | Adrian Meschi                           |
| 2021 | Alles fürs Geschäft    | Adrian Meschi                           |
| 2021 | Unter Verdacht         | Adrian Meschi                           |
| 2021 | Dis Is Fastlife        | Adrian Meschi                           |
| 2021 | Vergib mir             | Adrian Meschi                           |
| 2021 | Suche nach mehr        | Adrian Meschi                           |
| 2021 | Normalität             | Adrian Meschi                           |
| 2021 | Hops                   | Christoph Szulecki                      |
| 2021 | Es ist wie es ist      | Adrian Meschi                           |
| 2022 | Butterfly              |                                         |
| 2022 | Straßengeschichten     | Traviez The Director                    |
| 2022 | Tipico                 | Adrian Meschi                           |
| 2022 | In meiner Welt         | Loud Neighbours                         |
| 2022 | Von da wo ich komme    | Moonstarmedia                           |
| 2022 | Intro                  | Gordienko Films                         |
| 2022 | Vay Vay                | Gordienko Films                         |
| 2022 | Echte Berliner         | Gordienko Films                         |
| 2022 | Steig ein              | Gordienko Films                         |
| 2022 | Gottes Plan            | Alldifferent                            |
| 2022 | Leyla                  | Gordienko Films                         |
| 2023 | Das der Preis          | Gordienko Films                         |
| 2023 | Erkennst du mich noch  | Gordienko Films                         |
| 2023 | Schwarz                | Lux Movie                               |
| 2023 | Kickdown               | Gordienko Films, Kim Vizola             |
| 2023 | Kommissar Bra          |                                         |
| 2023 | Telegram               | Gordienko Films, Kim Vizola             |
| 2023 | Jima                   | Harry Hollywood                         |
| 2023 | Mein Job               | Gordienko Films                         |
| 2023 | GG und LV              | Simon Berger, Paul Fanger, Cetin Sönmez |
| 2023 | 2 Kinder der Straße    | Pako                                    |
| 2023 | Berlin brennt          | Pako                                    |
| 2023 | Playlist               | Max Elyx                                |
| 2023 | Vergangenheit          | Pako                                    |
| 2023 | Derya                  | Alexblitzz                              |
| 2024 | Meld dich              | Harry Hollywood, Sven Intveen           |
| 2024 | Realise                | Harry Hollywood, Sven Intveen           |
| 2025 | Aufgewachsen in Berlin | 030janusz_, Onairberlin                 |

## Sonderveröffentlichungen
| Jahr | Titel Album                         | Anmerkungen                                                             |
| ---- | ----------------------------------- | ----------------------------------------------------------------------- |
| 2020 | Schicksal Money 4 Brothers          | Erstveröffentlichung: 26. Juni 2020 Erabi feat. Ngee                    |
| 2020 | Realität Steinbock                  | Erstveröffentlichung: 27. August 2020 Nimo feat. Ngee                   |
| 2020 | Leben eines Dealer Nicht Willkommen | Erstveröffentlichung: 18. Dezember 2020 Omar feat. Ngee                 |
| 2021 | Zero zero Mietwagentape 2           | Erstveröffentlichung: 8. Januar 2021 Celo & Abdi feat. Ngee             |
| 2021 | Block Babylon II                    | Erstveröffentlichung: 2. April 2021 Play69 feat. Ngee                   |
| 2022 | Butterfly Miserabel                 | Erstveröffentlichung: 6. Januar 2022 Kurdo feat. Ngee                   |
| 2022 | G Wagon 8                           | Erstveröffentlichung: 10. März 2022 Capital Bra feat. Ngee              |
| 2022 | Hops 8                              | Erstveröffentlichung: 10. März 2022 Capital Bra feat. Ngee              |
| 2022 | Unter Verdacht 8                    | Erstveröffentlichung: 10. März 2022 Capital Bra feat. Ngee              |
| 2022 | Banger & Bras Deutschrap brandneu   | Erstveröffentlichung: 15. Juli 2022 Capital Bra & Farid Bang feat. Ngee |
| 2022 | Alaska Zweite Chance                | Erstveröffentlichung: 18. November 2022 1986zig feat. Ngee              |
| 2023 | Alles verdient Hidden Loc.          | Erstveröffentlichung: 20. Juli 2023 Mero feat. Ngee                     |

## Statistik

### Chartauswertung
|                     | DE    | AT    | CH    |
| ------------------- | ----- | ----- | ----- |
| Nummer-eins-Alben   | DE—DE | AT—AT | CH—CH |
| Top-10-Alben        | DE—DE | AT—AT | CH—CH |
| Alben in den Charts | DE4DE | AT3AT | CH4CH |

|                       | DE     | AT    | CH     |
| --------------------- | ------ | ----- | ------ |
| Nummer-eins-Singles   | DE—DE  | AT—AT | CH—CH  |
| Top-10-Singles        | DE1DE  | AT1AT | CH1CH  |
| Singles in den Charts | DE26DE | AT6AT | CH14CH |